# ランス・アルワース
ランス・アルワース (Lance Dwight Alworth,1940年8月3日 - ）は、テキサス州・ヒューストン出身のアメリカンフットボールの元選手である。ワイドレシーバーとして、サンディエゴ・チャージャーズ、ダラス・カウボーイズで11年間プレーした。
アルワースはアーカンソー大学でカレッジフットボールをプレーした後、1962年のNFLドラフトでサンフランシスコ・49ersから1巡目全体8番目の指名、同年のAFLドラフトでオークランド・レイダースから2巡目全体9位の指名を受けた。当時リーグ創設3年目の新興リーグであったAFLを選択し、ドラフト後のトレードでサンディエゴ・チャージャーズに入団して、プロ生活を開始した。
細身ながら、スピードと跳躍力に優れた身体能力を活かし、7年連続1000レシービングヤード、2年連続1試合平均100ヤード以上を記録した初めての選手となり、草創期のチャージャーズの中心選手として活躍した。
AFL-NFL合併後のキャリア最後の2年間はダラス・カウボーイズに所属し、第6回スーパーボウル制覇を経験した。
1978年、主にAFLで活躍した選手としては初めてプロフットボール殿堂入りした。アルワースの背番号19は、チャージャーズの永久欠番になっている。